# Conoidasida
Conoidasida es una clase de parásitos apicomplejos que causan graves enfermedades en los animales y seres humanos.
Los organismos de este grupo, tienen en el extremo de su células un órgano complejo característico, formado por citoesqueleto y orgánulos, denominado complejo apical (api-complex en inglés). Este complejo incluye unas vesículas, llamadas roptrias y micronemas, que se abren en la parte anterior de la célula. Estas secretan enzimas que permiten al parásito entrar y parasitar las células del huésped. La punta se rodea de una banda de microtúbulos denominada anillo polar.

Los miembros de esta clase presentan también un cono de fibrillas denominado conoide, al contrario que los de la otra clase, Aconoidasida, que carecen de esta estructura.
Los flagelos, cuando presentes, aparecen solamente en los microgametos (gametos masculinos). Con excepción de los microgrametos, la movilidad se produce generalmente por desplazamiento mediante flexiones y ondulaciones del cuerpo. El grupo probablemente no sea monofilético y las subdivisiones sean artificiales.

## Subclases
La clase se divide en dos subclases: 
- Coccidiasina y
- Gregarinasina.